# صورت بهنجار متعارف
در جبر بولی، هر تابع بولی را می‌توان در، صورت بهنجار فصلی متعارف (به انگلیسی: canonical disjunctive normal form) (فرم نرمال فصلی) یا صورت متعارف مینترم (به انگلیسی: minterm canonical form) و دوگان صورت بهنجار عطفی متعارف (به انگلیسی: canonical conjunctive normal form) (فرم نرمال اشتراکی) یا صورت متعارف ماکسترم (به انگلیسی: maxterm canonical form) بیان کرد. سایر صورت‌های متعارف شامل مجموع کامل مفاهیم اصلی یا صورت متعارف بلیک (و دوگان آن) و صورت بهنجار جبری هستند (به آن‌ها ژگالکین یا رید-مولر نیز گفته می‌شود).
مینترم‌ها حاصل‌ضرب‌ها نامیده می‌شوند چرا که آن‌ها منطق «و» مجموعهٔ متغیرها هستند و ماکسترم‌ها مجموع‌ها نامیده می‌شوند چرا که آن‌ها منطق «یا» از مجموعهٔ متغیرهای هستند. این مفاهیم به دلیل رابطه مکمل-متقارن‌شان که در قوانین دمورگان بیان شده، دوگان هستند.
دو شکل متعارف دوگان از هر تابع بولی یک «مجموع مینترم‌ها» و «حاصل‌ضرب ماکسترم» است. اصطلاح «مجموع حاصل‌ضرب‌ها» (SoP یا SOP) به‌طور گسترده برای «صورت متعارف» استفاده می‌شود که یک ترکیب فصلی (اُر) از حاصل‌ضرب‌ها است. قوانین دمورگان برای «صورت متعارف» که ترکیب عطفی (اَند) مجموع‌ها است، «حاصل‌ضرب مجموع‌» (PoS یا POS) است. این صورت‌ها می‌تواند برای ساده‌سازی این توابع مفید باشد، که در بهینه‌سازی فرمول‌های بولی به‌طور کلی و مدارهای دیجیتال به‌طور ویژه از اهمیت بالایی برخوردار است.

## بیشتر خواندن
- Bender, Edward A.; Williamson, S. Gill (2005). A Short Course in Discrete Mathematics. Mineola, NY: Dover Publications, Inc. ISBN 0-486-43946-1. 
The authors demonstrate a proof that any Boolean (logic) function can be expressed in either disjunctive or conjunctive normal form (cf pages 5–6); the proof simply proceeds by creating all 2N rows of N Boolean variables and demonstrates that each row ("minterm" or "maxterm") has a unique Boolean expression. Any Boolean function of the N variables can be derived from a composite of the rows whose minterm or maxterm are logical 1s ("trues")
- McCluskey, E. J. (1965). Introduction to the Theory of Switching Circuits. NY: McGraw–Hill Book Company. p. 78. LCCN 65-17394. Canonical expressions are defined and described
- Hill, Fredrick J.; Peterson, Gerald R. (1974). Introduction to Switching Theory and Logical Design (2nd ed.). NY: John Wiley & Sons. p. 101. ISBN 0-471-39882-9. Minterm and maxterm designation of functions